# Stiftung PanEco
Die Stiftung PanEco ist eine gemeinnützige Organisation mit Sitz in Berg am Irchel. Sie engagiert sich seit 1996 für Natur- und Artenschutz in der Schweiz und in Indonesien. Die Projekte umfassen einerseits die Greifvogelstation in Berg am Irchel, das Naturzentrum Thurauen in Flaach und andererseits ein Orang-Utan-Schutzprogramm auf Sumatra.

## Ziele und Engagement
Die Stiftung setzt sich dafür ein, dass:
- die Natur in ihrer Vielfalt bewahrt wird
- die Menschen verantwortungsbewusst und achtsam mit der Umwelt umgehen
- das Wohl der Menschen vor Ort als unerlässlicher Bestandteil eines nachhaltigen Natur- und Umweltschutzes gefördert wird
- die Ursachen des Klimawandels bekämpft werden

Um dies zu erreichen, führt PanEco eigene Projekte durch und unterstützt lokale Partner fachlich wie finanziell. PanEco ist Mitglied der Klima-Allianz Schweiz.

## Stiftungsgeschichte
Die Gründung erfolgte im Jahre 1996 durch Regina Frey. Die Schweizerin engagiert sich seit 1973 für den Erhalt des Lebensraums der Sumatra-Orang-Utans in Indonesien.

### Aufbau Orang-Utan-Schutzprogramm
Nach Abschluss ihres Biologiestudiums an der Universität Zürich reiste sie zusammen mit einer Studienkollegin nach Sumatra. Im Auftrag des WWF International, der Indonesischen Regierung und der Zoologischen Gesellschaft Frankfurt bauten die beiden Frauen das erste Orang-Utan Rehabilitationszentrum in Bukit Lawang im Gunung Leuser Nationalpark auf.
Nach ihrer Rückkehr in die Schweiz engagierte sich Frey weiterhin für die von ihr initiierten oder begleiteten Projekte in Indonesien. Der vermehrte Kontakt mit Organisationen und staatlichen Behörden machte eine Institutionalisierung ihrer Arbeit nötig. Folglich gründete sie 1996 die gemeinnützige Stiftung PanEco mit Sitz in Berg am Irchel, dem Ort an dem Regina Frey aufgewachsen ist.

### Weitere Programme
In Berg am Irchel gründete schon 1956 Freys Mutter, Veronika von Stockar, eine Auffangstation für verletzte Greifvögel. 2008 gab von Stockar die Leitung der Station altershalber an PanEco ab.
2009 suchte der Kanton Zürich einen Partner, der in Flaach ein Naturzentrum als Tor zum neuen Auenschutzgebiet aufbauen und betreiben würde. Der Entscheid fiel auf die in der Region verankerte Stiftung PanEco. Im Jahr 2011 wurde das Naturzentrum Thurauen eröffnet.

## Arbeitsfelder in der Schweiz

### Greifvogelstation Berg am Irchel
Die Greifvogelstation Berg am Irchel wird seit 2008 von der Stiftung betrieben. Sie setzt sich für das Wohl und den Erhalt heimischer Greifvögel und Eulen ein. Zu ihrer Arbeit gehört die Aufnahme, Pflege und Wiederauswilderung verletzter und geschwächter Greifvögel und Eulen sowie Forschungsarbeit in diesem Gebiet und Umweltbildung. Für letzteres werden verschiedene Führungen durch die Station angeboten, die für die Probleme der heimischen Greifvögel und Eulen sensibilisieren sollen. Jährlich werden in der Greifvogelstation rund 200 Patienten aufgenommen und die meisten davon wieder freigelassen. Zu den Patienten gehören unter anderen Turmfalken, Rotmilane, Mäusebussarde, Waldkäuze und Schleiereulen.

### Naturzentrum Thurauen
2009 beauftragte der Kanton Zürich die Stiftung mit dem Aufbau und Betrieb eines Naturzentrums in Flaach. Durch das Naturzentrum Thurauen eröffnet sich den Besuchenden ein Einblick in die Thurauen, eines der größten Auengebiete der Schweiz. Sie sind einer der artenreichsten Lebensräume Europas und formen ein feines Mosaik aus verschiedensten Biotopen. Die Kernstücke des Naturzentrums sind die interaktive Ausstellung «Kosmos Auenlandschaft» und der Erlebnispfad durch den Lebensraum Auenwald sowie verschiedene Themenführungen.

## Arbeitsfelder in Indonesien

### Sumatra-Orang-Utan-Schutzprogramm
Das Sumatra-Orang-Utan-Schutzprogramm SOCP wurde von der Stiftung PanEco gegründet und ist ein Gemeinschaftsprogramm von PanEco, ihrer Partnerstiftung YEL auf Sumatra und der indonesischen Naturschutzbehörde. SOCP kämpft gegen das Aussterben der Sumatra-Orang-Utans und für den Schutz ihres Lebensraums, den tropischen Regenwald. Dazu gehört eine Quarantäne- und Auswilderungsstation in Nordsumatra sowie verschiedene Forschungsstationen. Die Bemühungen in Indonesien schließen einerseits die Konfiszierung und Auswilderung gefangen gehaltener Orang-Utans ein, andererseits die Erforschung der Menschenaffen und den Schutz und Erhalt des Regenwalds.

### Umweltbildungszentren und Eco-Lodges
Die Stiftung unterstützt in Indonesien die Entwicklung eines sozial- und umweltverträglichen Tourismus. Sie unterstützt dabei vier Umweltbildungszentren mit Eco-Lodges auf Sumatra, Java und Sulawesi. Einheimische und ausländische Touristen lernen die bedrohte Vielfalt des Lebensraums Regenwald, das fragile marine Ökosystem oder die traditionelle Landwirtschaft kennen.

## Finanzierung
PanEco finanziert sich primär durch Spenden von Privatpersonen und Förderstiftungen, aber auch durch Projekterträge und einem Kantonsbeitrag für das Naturzentrum Thurauen. Im Jahr 2006 wurde mit der erstmaligen Verleihung des ZEWO-Gütesiegels belegt, dass die Stiftung PanEco ihre Spenden zweckbestimmt und wirksam einsetzt.

## Erfolge
In der Schweiz:
- Mit einem Pflegeerfolg von 80 % weist die Greifvogelstation im internationalen Vergleich (Durchschnitt rund 50 %) eine sehr hohe Auswilderungsquote auf.
- Seit der Eröffnung im Jahr 2011 hat das Naturzentrum Thurauen rund 45’000 Besucher willkommen geheissen. Jährlich führt das Team rund 300 Führungen und Exkursionen in der Ausstellung und in den Thurauen durch.

Auf Sumatra:
- In der Quarantänestation wurden zwischen 1999 und 2015 rund 300 Orang-Utans aufgenommen und über zwei Drittel davon erfolgreich ausgewildert.
- In Batang Toru (Nordsumatra) hat das Orang-Utan-Schutzprogramm eine Orang-Utan-Splitter-Population mit einem neuen Genpool entdeckt und erforscht.
- Nach jahrelangen Lobbyarbeit des Orang-Utan-Schutzprogramms hat die Regierung auf Grund des Drucks entschieden, Batang Toru zum Schutzwald zu erklären.
- 2013/14 gewann das Schutzprogramm mit seinen Partnern den Gerichtsprozess gegen die Palmöl-Firma PT Kallista Alam. Das indonesische Gericht hat die Firma wegen illegaler Brandrodungen im Leuser-Ökosystem zu einer Geldstrafe von 9 Mio. US-Dollar verurteilt.[9]